# ルノー・キャプチャー
キャプチャー（Captur、ロシアのみKaptur）は、フランスの自動車メーカー・ルノーが2011年に発表したコンセプトカー、ならびに2013年から市販した小型クロスオーバーSUVである。

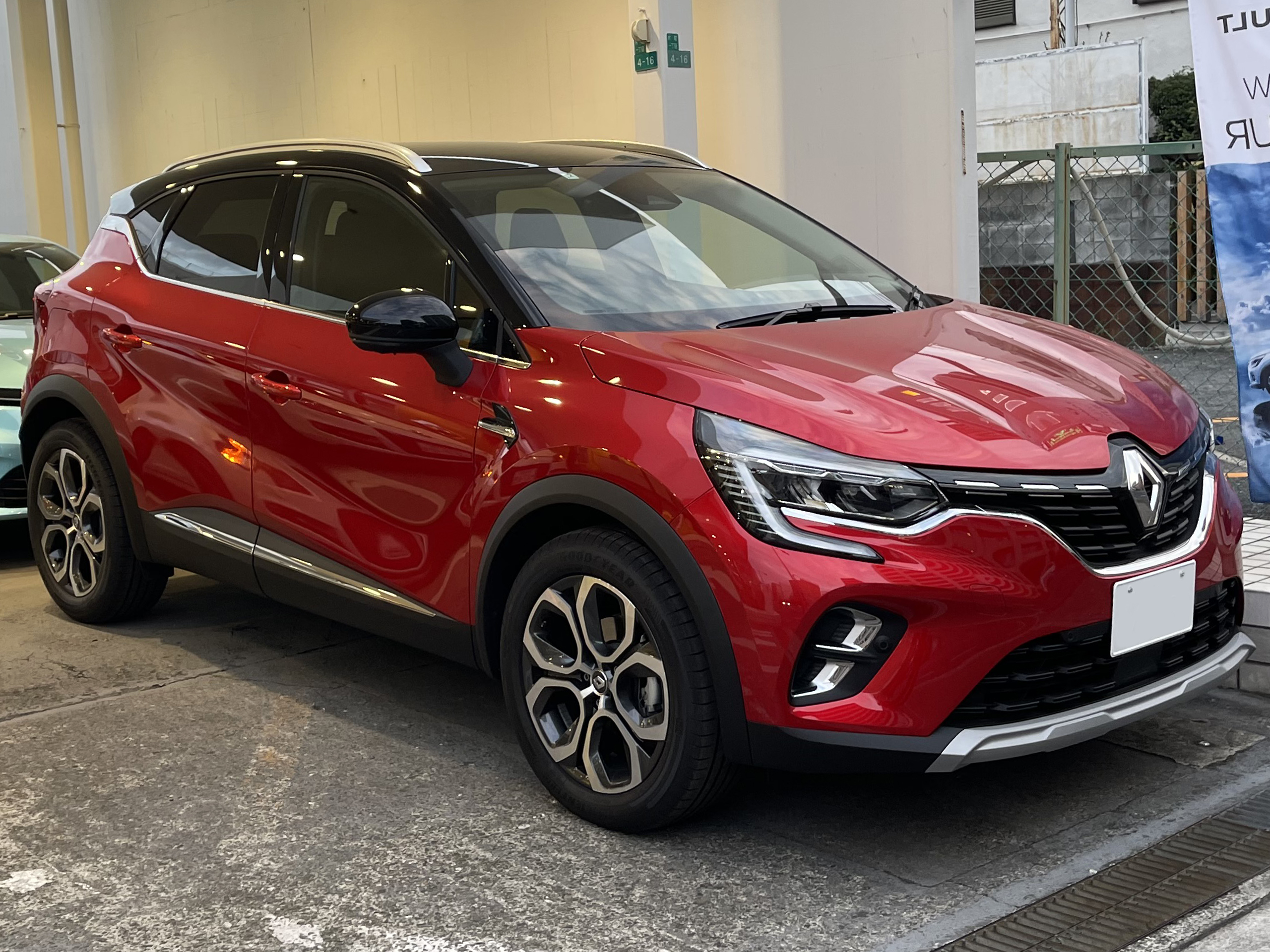
2代目　日本仕様

## 概要
発表当初、日本のメディアではフランス語の発音を日本語表記する際の慣用に準じて「キャプチュル」または「キャプテュル」というカナ表記も見られたが、ルノーならびにルノー・ジャポンはコンセプトモデル発表当初から日本語表記を「キャプチャー」としており、市販モデルもこの名称で投入される。

## コンセプトモデル
2011年のジュネーヴモーターショーならびに東京モーターショーで発表。形態は小型2ドアクロスオーバー（CUV）である。デザインは長らく牽引してきたパトリック・ルケモンに代わって、マツダのデザイン本部長から転籍したローレンス・ヴァン・デン・アッカーが初めて指揮を執った。
メカニズムのベースとなっているのは日産・ジュークだが、エンジンはジュークに採用されている1.6 L・直噴ガソリンターボとは異なり、1.6 Lのコモンレールディーゼルエンジン（dCi）にツインチャージャー化されたターボを組み合わせたものが搭載されている。
ルーフは脱着式ながらカーボンファイバー製としたことで車重を1,300 kgに抑えつつ、22インチアルミホイールやガルウイングドア、LEDヘッドランプ、を採用するなど、機能性とビジュアルインパクトを高い次元で両立させている。
2012年の釜山モーターショーにおいては傘下のルノーサムスン版であるルノーサムスン・キャプチャーも発表されたが、エンブレム類以外は基本的に同じ車（＝姉妹車）である。

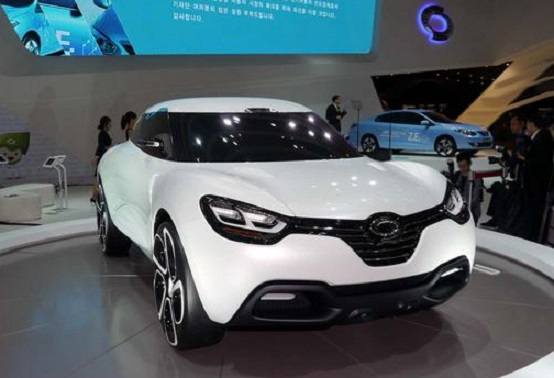
兄弟車のルノーサムスン・キャプチャー

## 初代（J87（2R）型/HA型、2016年 - 2023年）
2013年1月、市販型の情報が公開され、追って3月のジュネーヴ・モーターショーで発表された。
ルノーとしてはコレオスに次ぐ本格的なクロスオーバーSUVとなる。コンセプトモデル時代の名称とデザインテイストを活かしつつ、5ドア化など市販向けに修正された。ベースはコンセプトモデル同様にBプラットフォームのジュークだが、ホイールハブについてはジュークがPCD114.3/5穴なのに対し、キャプチャーはクリオ（日本名：ルーテシア）と同じPCD100/4穴と異なっている。全長はジュークよりも更に15mm短くなり全長4,120mm×全幅1,770mm×全高1,570mmとなる。SUVではあるが、Bセグメントのニーズを求めるユーザーの嗜好と10％前後といわれる価格上昇を熟慮し、4WDは設定されない（後述のロシア仕様を除く）。
エクステリアはクリオにも似た迫力あるフロントマスクと力強いフォルムを採用。10色のボディカラーとボディカラーと同じ10色のルーフカラー、そして5種のルーフデカール（未選択も可能）の中から自由に組み合わることが可能である。
デザインはコンセプトモデル同様、ローレンス・ヴァン・デン・アッカーが全体を執りまとめた。キャプチャーにおいては、6つのライフシーンを反映させたルノーの新デザインアイコン「サイクル・オブ・ライフ」の2番目にあたる「EXPLORE（冒険）」の役割を担うべくデザインされた。なお、カラーとマテリアルの選定にはBMW/MINIから転籍した日本人スタッフの渡邉加奈が携わっている。
インテリアには、グレードによりルノーが特許を取得済の「ジップシートクロス」を採用した。これにより、ジッパーとベルクロ（面ファスナー）を開閉するだけでシートカバーのように季節や好みに応じての着せ替えが可能となっている。「ジップシートクロス」は計8種が用意され、ユーザーの好みで選択が可能であり、家庭用洗濯機での丸洗いも可能。リヤシートの基本骨格については空間効率を追求した結果、スライド機構の備わるモデュスのものが流用されている。
メカニズムは、主要部分をクリオからの流用としつつも、重心の上昇や重量増に対応すべく、フロントサスペンションにはカラーを入れてロードクリアランスを増加し、リヤサスペンションをクリオエステートから流用している。エンジンは0.9Lと1.2Lのガソリン（後者は出力特性により2種存在）と1.5Lのディーゼルを用意。し、エンジンによりゲトラグ製の6速EDCを組み合わせる。
韓国では2013年3月開催の第9回ソウルモーターショーで傘下のルノーサムスンブランドより「QM3」として発表され、同年下半期に発表予定とされ、同年12月に正式発表された。
2014年4月20日、北京モーターショーに出品され、中国市場でも2015年より販売開始することを発表、その後2015年4月より販売を開始した（車名の中国語表記は「卡缤」）。グレードは「标准版」「舒适版」「豪华版」の3種。
2016年3月30日、ロシア仕様（HA型）が発表された。極寒地での使用を考慮し、メカニズムの大半をダスターからの流用としたため、全世界で販売されるキャプチャーの中で唯一、ロッキングファクター付きのセンターデフ式4WDを採用し、ローターも5穴になり、ホイールベースとフロントマスク、および全長/全幅/全高が異なる、エンジンは1.6Lと2.0Lガソリンの2種で、トランスミッションは5MT/6MT、6AT、エクストロニックCVTの4種が設定されるなど他国仕様との相違点が多い。また、車名は読みこそそのままだが、ロシア語でグッドルッキングを指す「Красивый」、コンフォートを指す「Комфорт」、クオリティを指す「Качество」のそれぞれの頭文字「K」を採り入れた「KAPTUR」に換わる点が他国仕様と異なる。
同年8月2日にはブラジル仕様、2017年9月22日にはインド仕様が発表された。いずれもおおむねロシア仕様に準じた設計となっている。
生産はQM3とともに、そのほとんどがスペインにあるバリャドリッド工場で行われるが、ロシア仕様はロシアのモスクワ工場、ブラジル仕様はパラナ州のサンジョゼドスピニャイス工場、インド仕様はタミル・ナードゥ州のオラガダム工場で生産される。

### 日本における販売
2013年11月に開催された第43回東京モーターショーにおいて日本仕様車を披露。前述の通り、「キャプチャー」の名で2014年2月27日に日本市場に投入されることが発表され、その後同日に発売を開始。日本仕様は全車1.2L・TCe（H5F型）のみとなり、16インチタイヤ＆モノトーンカラーの「ZEN」と、ジップシートクロス、17インチタイヤ＆2トーンカラーを備えた「INTENS」の2グレード構成となる。多くの販売国で採用されるインフォメーションシステム「R-Link」は日本仕様においてはオプションでも設定されない。尚、日本仕様の全長x全幅x全高はQM3と全く同じである。
- 2014年9月4日、限定150台の特別仕様車「ルシヨン」を発売。「INTENS」をベースに、ベースのボディカラーはノワールエトワール（黒）とイヴォワール（白）から選択でき、オランジュルシヨン（オレンジ）色に塗られたルーフ、オレンジ色加飾の入ったアルミホイール、内装のオレンジフィニッシャー、ジップシートクロス「キャプチャー」とデザインステアリングホイール「キャプチャー」（ともに標準設定のものと異なるオプション品を採用）などの専用アイテムを特別に装備した。尚、ノワールエトワールxオランジュルシヨンのカラーと内装の組み合わせは、細部を除けばQM3の最上級グレード「RE」と全く同じものとなっている。
- 2015年
  - 1月26日、限定100台で日本市場登場1周年を記念した特別仕様車「FIRST ANNIVERSARY EDITION」を発売。「INTENS」をベースに、ベースのボディカラーにベージュサンドレを、ルーフはノワールエトワールとイヴォワールから選択でき、加えて、パイオニア製（カロッツェリア）SDナビゲーション[注釈 3]、ジップシートクロス「ロサンジュ」とデザインステアリングホイール「クロスロサンジュ」（ともに標準設定のものと異なるオプション品を採用）、クロームセンタークラスタ＆スピーカーグリルなどの専用アイテムを特別に装備した。
  - 5月7日、限定50台で「+ナビ（プラス・ナビ）」を発売。「INTENS」のノワールエトワールルーフ仕様をベースに、オランジュルシヨンもしくはブルーメディテラネの車体色を組み合わせ、価格は据え置きのままでパイオニア製SDナビゲーションを装備[注釈 3]。
  - 6月26日、限定40台で「CANNES（カンヌ）」を発売。「INTENS」をベースに、ノワールエトワールとイヴォワールを車体色とルーフ色のどちらかで組み合わせることを可能としている。また、特別装備として、CABANA製レザーシート表皮、FOCAL製スピーカー、パイオニア製8インチナビゲーション[注釈 3]、映画祭公式エンブレムが装着される。
- 2016年
  - 1月7日、日本販売2周年記念「アニヴェルセル」（フランス語で「記念日」の意）を発売。メインはベージュ系である「ベージュサンドレ」と赤系である「ルージュフラム」を用意し、ともにルーフ部分にはノワールエトワールもしくはイヴォアール（ベージュサンドレのみ）が施される。
  - 6月23日、2015年に引き続いて「CANNES」を発売。今回は昨年比10台増の限定50台。「INTENS」をベースに、ルーフをカプチーノ（薄茶系）とした「ブルー マリーン フュメ（濃青系）+カプチーノ」(20台)と「イヴォワール+カプチーノ」(30台)の2色を設定[注釈 4]、いずれも日本仕様には初採用となる。また、特別装備として、ブラウン色レザーシート、自動防眩ルームミラー、ブラウンxダークカーボン内装、アルミ製ペダル、パナソニック製9インチSDナビゲーション（CN-F1D）[注釈 3]、映画祭公式エンブレムが装着される。
  - 10月25日、限定50台で「JEANS（ジーンズ）」を発売。「INTENS」をベースに、ジーンズ調シートカバーとフロントアームレスト、パナソニック製ブルーレイ搭載7インチワイドSDナビゲーション（CN-RX03D）を特別に装備する。ボディカラーは「イヴォワール+ブルー メディテラネ」（30台）、「イヴォワール+オランジュ ルシヨン」（20台）となる。尚、ジーンズ調シートカバーは日本で開発されたものである[19]。
- 2017年
  - 5月11日、特別仕様車「プレミアム」と「エクスプレッション」を発売。台数は前車が140台で後車が55台[20]。両者共通の装備として「ルノー車専用アプリR&Go対応ラジオ」を設定した上で、前者は従来の「ZEN」をベースにブラックレザーシート、プライバシーガラス、17インチアルミ+タイヤを特別に装備し、ボディカラーは「カプチーノ M+イヴォワール」や「ブルーマリン フュメ」をはじめとした計5色から選択可能。一方、後者は16インチアルミ+タイヤとファブリックシートに変更した上で価格を引き下げ、「オランジュ ルシヨン M+イヴォワール」をはじめとした計3色から選択可能としている。尚、この発表に伴って「ZEN」はラインナップから消え、「INTENS」は外装色がイヴォワール+ノワール エトワールのみとなった。
  - 6月22日、2015年と2016年に引き続いて「CANNES」を発売。限定50台。「INTENS」をベースに、ブラン ナクレM＋ノワール エトワールMの専用ボディカラー、ブルーフィニッシャー付ブラックドアモール、エアコンパネルブルーイルミネーション、パナソニック製ブルーレイ対応9インチSDナビ（CN-F1D）、前席シートヒーター付専用ブラックレザー×ファブリックシート、専用エンブレムデカールなどを装備。
- 2018年
  - 3月8日、マイナーチェンジ。フロントに新デザインのバンパー（これにより、全長は10mm延長）、フルLEDヘッドランプ、デイタイムランプ兼用CシェイプLEDランプ、コーナリングランプ機能付LEDフォグランプ、LED式（非連鎖点灯式）ターンランプを、リヤに立体的デザインのLEDランプを新たに採用し、3つの走行モード（標準、ソフトグラウンド、エキスパート）を路面状況に応じて切り替えることで駆動力を最適に制御する「エクステンデッドグリップ」を搭載した。ボディカラーは全て新色の2トーンルーフ仕様となり、グレードは「INTENS」と本皮革シートを加えた「INTENS LEATHER」の2つ。パワーユニットに変更はない。
  - 10月11日、「S-EDITION」を発売。「INTENS」をベースに、ボディに「ブルー アイロンM」/ルーフに「グリ プラティヌM」を組み合わせた専用カラー、専用ブラックインテリア、アルカンターラxファブリックのコンビシート+ヒートヒーター、アルミペダルなどを装備。50台限定。

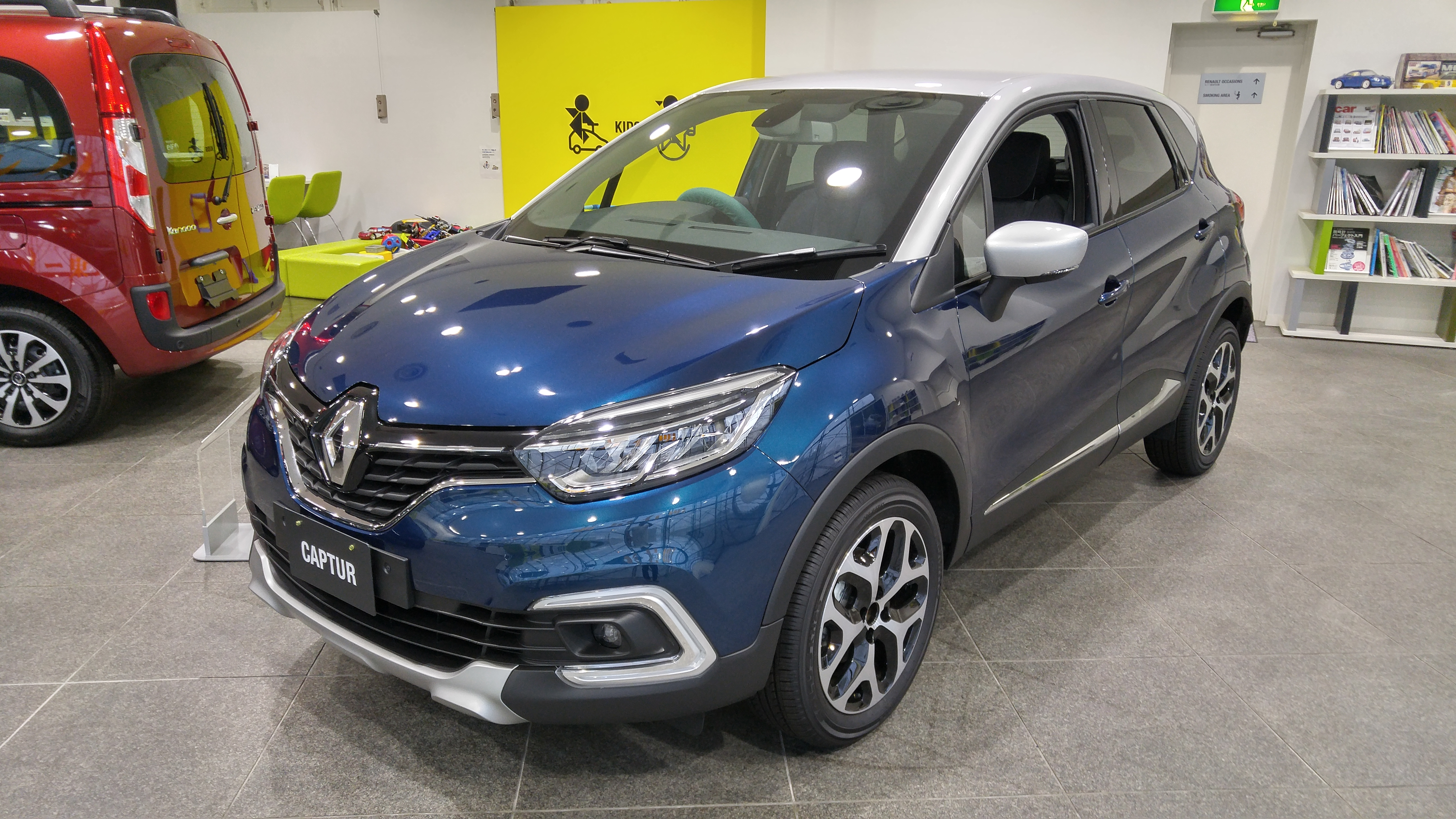
日本仕様　インテンス レザー（2018年-）
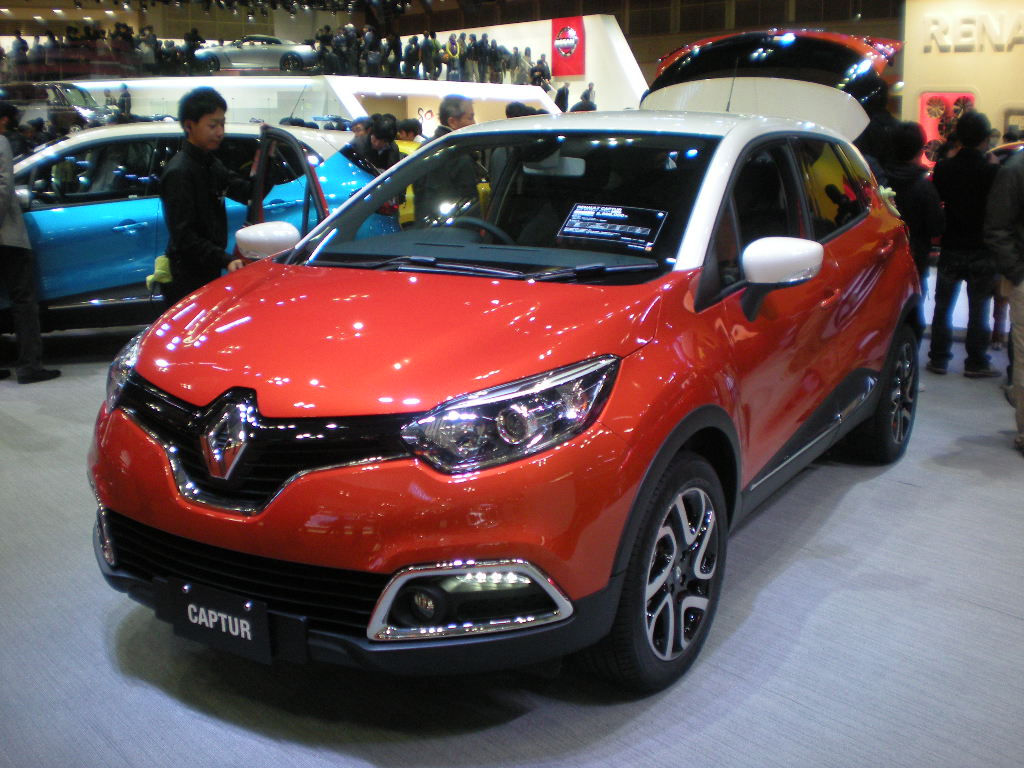
日本仕様　2013-2018年 インテンス
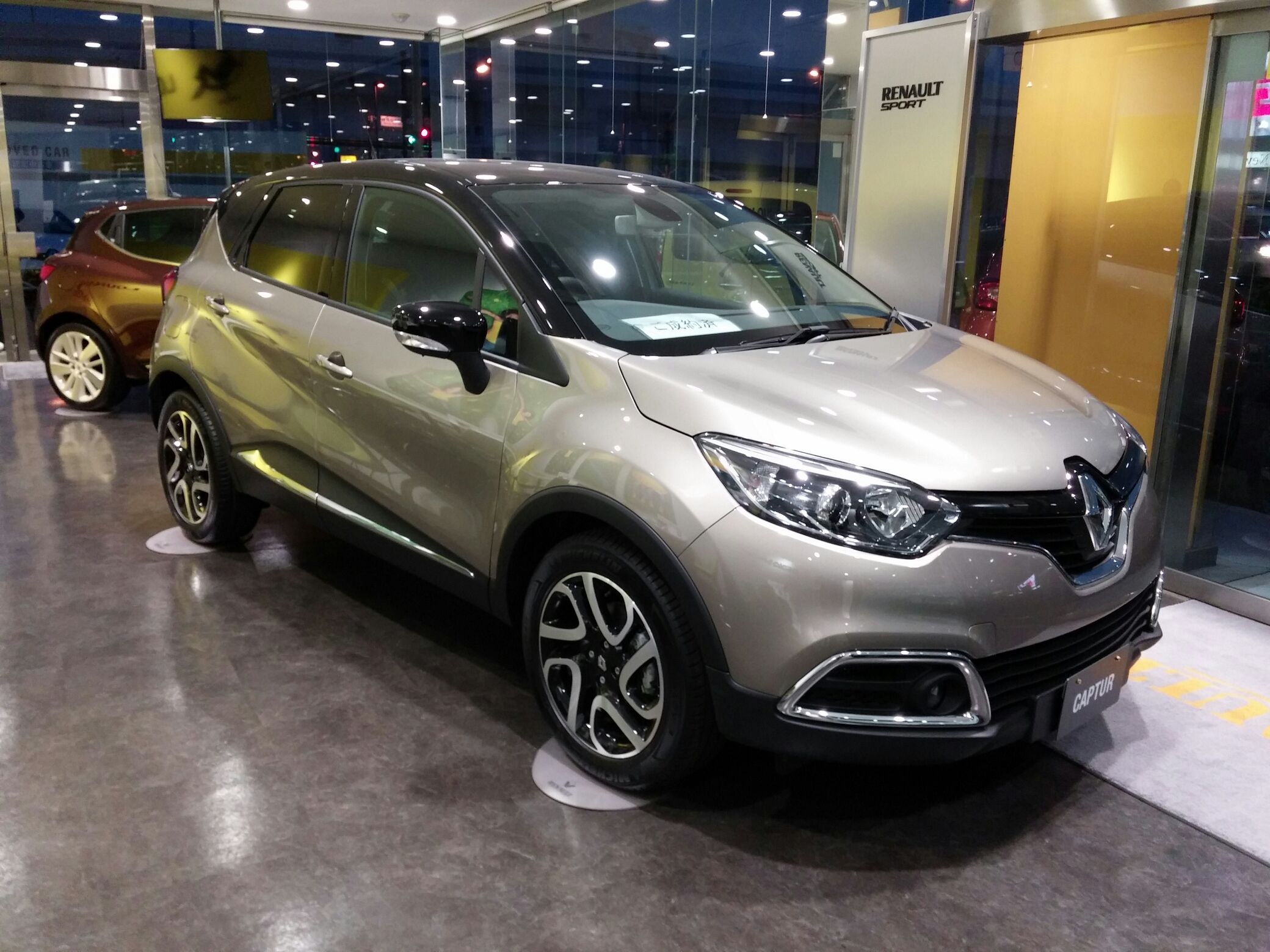
日本仕様　2015年 ファーストアニバーサリーエディション
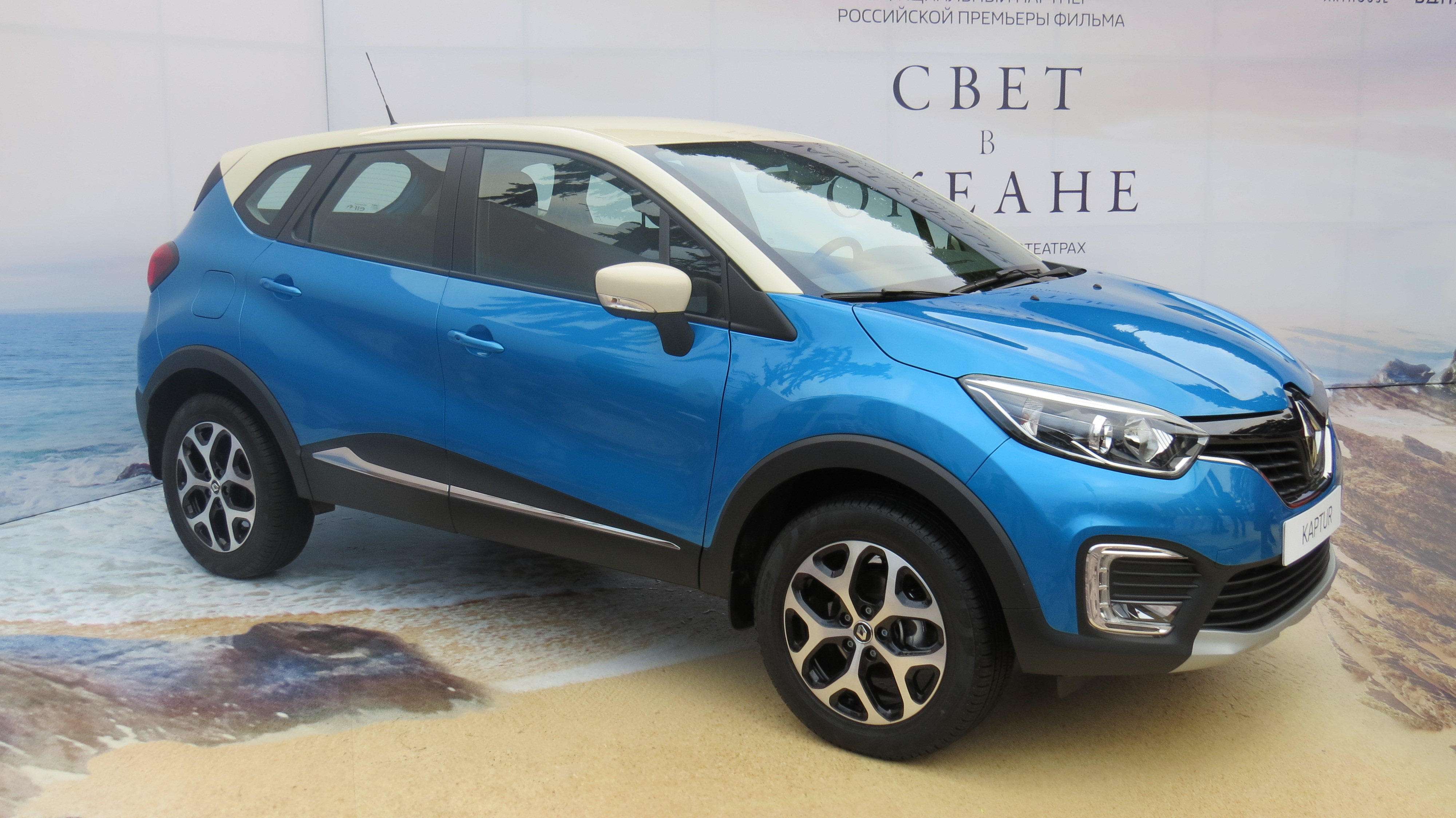
ロシア仕様
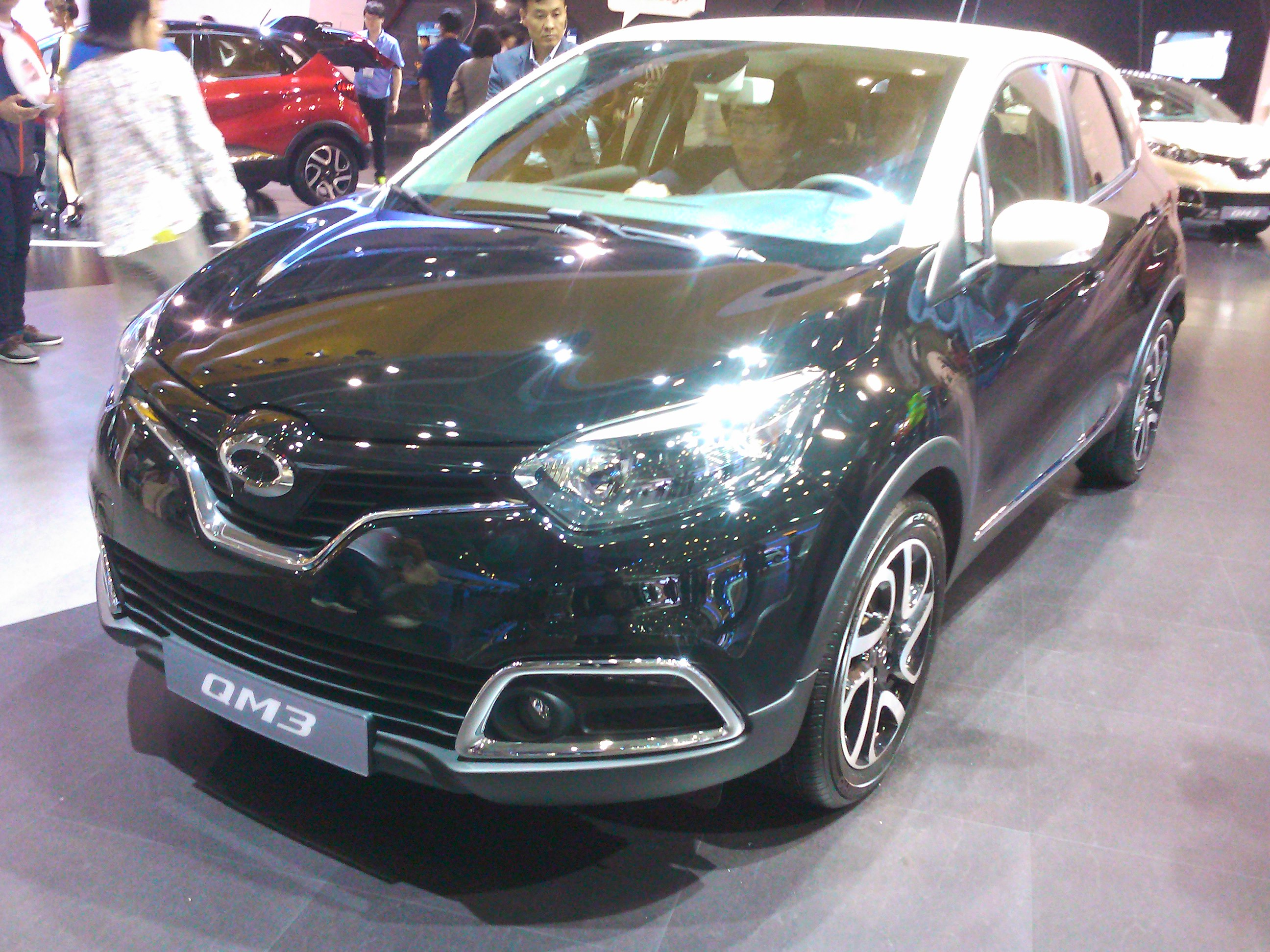
兄弟車のルノーサムスンQM3　フロント（2013-2017年）
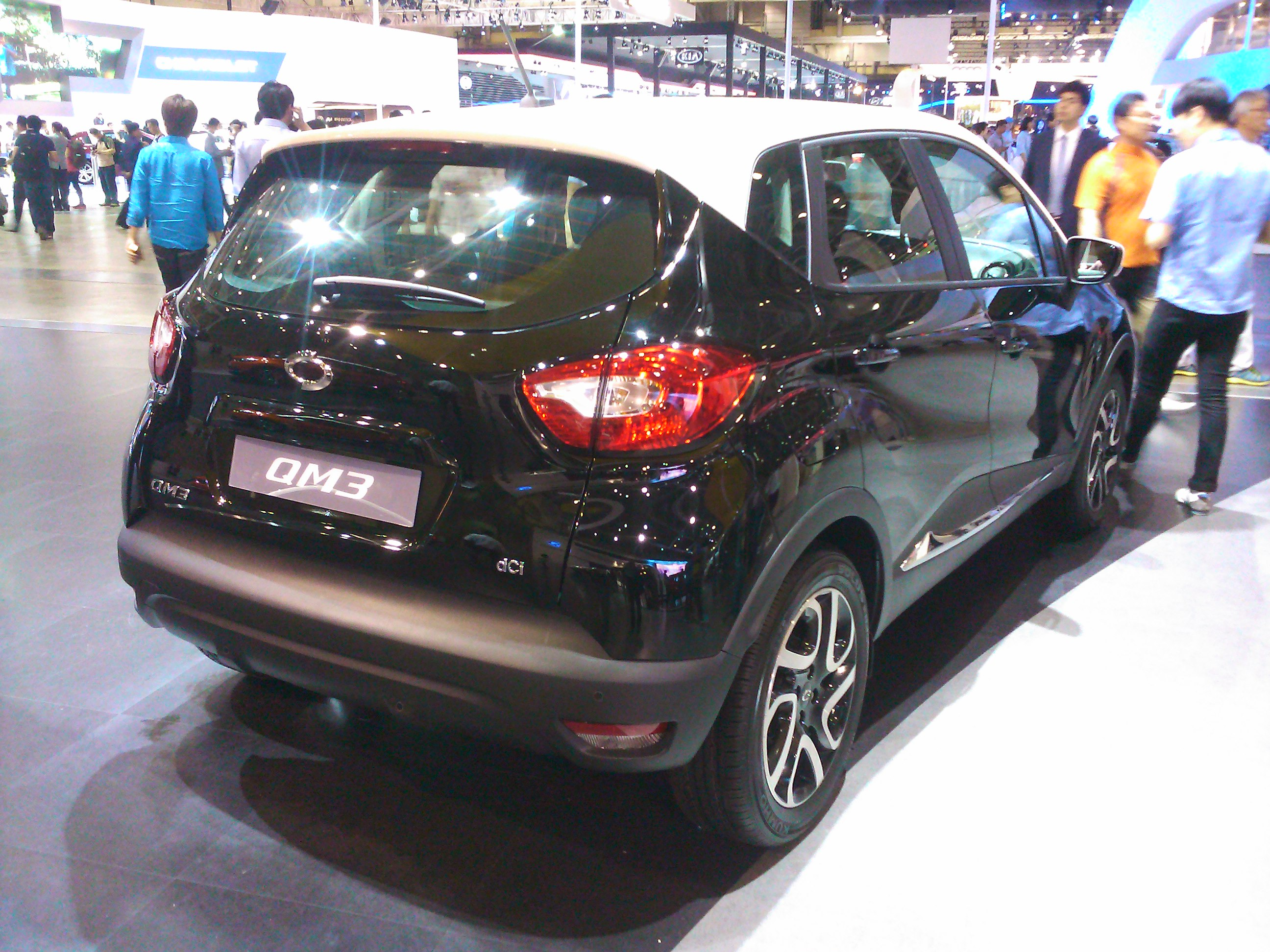
兄弟車のルノーサムスンQM3　リヤ（2013-2017年）

　
2017年5月現在、50以上の国で販売されるが、ここでは主要国ならびに日本で用意されているグレード(装備レベル)一覧を掲載。参考として、韓国市場のみで販売されるルノーサムスン・QM3のグレード一覧も併記している。
| 販売国 ＼ グレード | フランス                   | ドイツ            | イタリア      | スペイン    | UAE | オーストラリア | 中国   | 日本          | 韓国 （ルノーサムスン・QM3） |
| ------------------ | -------------------------- | ----------------- | ------------- | ----------- | --- | -------------- | ------ | ------------- | ---------------------------- |
| ベース             | LIFE                       | EXPRESSION        | WAVE          | Life        | PE  |                | 标准版 |               | SE                           |
| 普及               | ZEN                        | EXPRESSION-ENERGY | LIVE          | Intens      | SE  | Zen 0.9L       | 舒适版 |               | LE                           |
| 中級               | INTENS                     | Helly-Hansen      | ENEGRY R-Link | Zen         | LE  | Zen 1.2L       | 豪华版 |               | RE                           |
| 上級               | BUSINESS                   | DYNAMIQUE         | WAVE S&S      | Life Energy |     | INTENS         |        | INTENS        | RE SIGNATURE                 |
| 限定・その他       | Série Limitée Helly-Hansen | LUXE              |               |             |     | S-EDITION      |        | INTENS レザー |                              |

## 2代目 （JB（5H）/JE型、2019年 - ）
2019年に発表。プラットフォームをBプラットフォームから、F16型日産・ジュークやルノーコリア・XM3/欧州・オセアニア・日本向けルノー・アルカナと同じCMF Bに変更。同時に、PCDが100/4Hから114.3/5Hに変わっている。それに伴い、ボディも一回り大きくなっている。
メカニズムも刷新され、メルセデス・ベンツ、日産自動車と共同開発した1.0Lと1.3Lの直噴ターボを新たに採用するとともに、先代から踏襲する1.5Lディーゼル（dCi）も用意。遅れて、2020年からは「E-TECH」と呼ばれるルノー初のプラグインハイブリッド（JE型）も用意される。「E-TECH」は1.6LのK4M型ガソリンエンジンにモーターを組み合わせている。また、パーキングブレーキもサイドレバー式から電動式に変更されている。
外観の特徴として、前後のライト形状がC型となり「C－シェイプ」と呼ばれる。グレードは、フランス仕様の場合「ZEN」「INTENS」「R.S. LINE」「INITIAL PARIS」を用意(2021.2時点)。中国仕様の中国語表記は初代の「卡缤」から「科雷缤」に変わった（2020年、東風ルノー解散により販売終了）。
当代ではXM3を販売している関係上、2020年5月から供給を開始した韓国市場（ルノーサムスン）向けもルノーブランドのままで販売された。韓国向けは1.3Lガソリンと1.5Lディーゼルのみの設定（2021年に販売終了）。なお、車名はウィキペディア韓国語版における表記や韓国現地メディアの一部表記が「캡쳐」となっているが、ルノーコリア公式サイトにおける韓国語表記は「캡처」である。
2022年9月21日、ルノー・日産・三菱アライアンスを活かし、キャプチャーをベースとした新型三菱・ASXが欧州にて発表された。グリル、エンブレム類以外はキャプチャーとほぼ同じで、MI-PILOT（マイパイロット、キャプチャーの「ルノー イージー ドライブ」と同一）も搭載する。なお、ルノーから三菱にOEM供給されるのはトラフィックのオセアニア市場向け「エクスプレス」以来2例目である。

### 日本における販売の変遷
日本市場には2021年2月上旬に投入されることが発表され、同年2月4日、ルノージャポンによって正式発表・2月25日販売開始と発表された。
グレードは、「INTENS」と「INTENS Tech Pack」の2種。「INTENS Tech Pack」は「INTENS」の装備にレーンセンタリングアシスト、運転席電動シート、レザーシート等を追加。日本国内向けは、ともに1.3L直噴ターボのH5F+7速DCT（デュアルクラッチトランスミッション）のみ。
価格の上昇を最小限に抑えるため、ボディカラーは本国仕様と比べると大幅に厳選され、全6色のみ。「ブラン ナクレM」「オランジュ アタカマM」「ルージュ　フラムM」「ブルー　マリン　フュメ」「ブルー　アイロンM」の5色はルーフが「ノワール エトワールM」、「ノワール エトワールM」のみルーフ色が「ブラン アルバトル」となる。なお、本体表示価格で購入できるのは「ブルー マリン フュメ/ノワール エトワールM」のみで、その他の塗装色の場合はすべて追加有料である。インテリアは、両グレードともブラックインテリアとの組み合わせのみ。
2021年に販売されたばかりであるが、世界的なコロナ禍の影響等と半導体電子部品の調達が困難となり、2022年、本体価格はそのままで一部スペックが変更となった。さらに、2022年4月より、本体価格やボディ色の価格が変更となった。
2022年8月にはアルカナやルーテシアにも採用済のフルハイブリッドシステム「E-TECH」を搭載した「E-TECH HYBRID」を追加。グレードは「E-TECH HYBRID」と本皮革シート&運転席パワーシートを追加した「E-TECH HYBRID Leather Pack」の2種。
2022年11月4日、当代初となる特別仕様車「BLACK STYLE」を発表（限定150台）。エントリーグレードである「INTENS」をベースに専用ブリリアントブラックエクステリアパック、専用ブラックインテリアパック、専用コンビシート、ADASなどを特別装備。ボディカラーは「グリ カシオペM」「ルージュ フラムM」「ブラン ナクレM」「ブルーマリン フュメ」の全4種類で、いずれの場合もルーフカラーは「ブリリアントブラックM」となる。
2024年1月25日、特別仕様車「エディション パノラミック（Édition Panoramique）」を発表（限定100台）。フルハイブリッドモデルの「E-TECH HYBRID」とガソリンエンジンモデルの「INTENS」をベースに、電動パノラミックルーフ、BOSEサウンドシステム（9スピーカー）、スマートフォンワイヤレスチャージャーなどを特別装備。ガソリンエンジンモデルでは更にレーンセンタリングアシストも特別装備（フルハイブリッドモデルはベース車標準装備）。ボディカラーは「グリ カシオペM」「ブラン ナクレM」の全2種類で、いずれの場合もルーフカラーは「ノワール エトワールM」となる。
2024年4月、ヨーロッパでマイナーチェンジ版であるphase 2が発表される。

### 三菱 ASX
2022年9月、三菱自動車は欧州市場向け2代目ASXを発表。この車は2代目キャプチャーのフロントグリル周辺などを一部デザイン変更した車両であり、展開されるパワーユニットも全てキャプチャーと共通となっている。

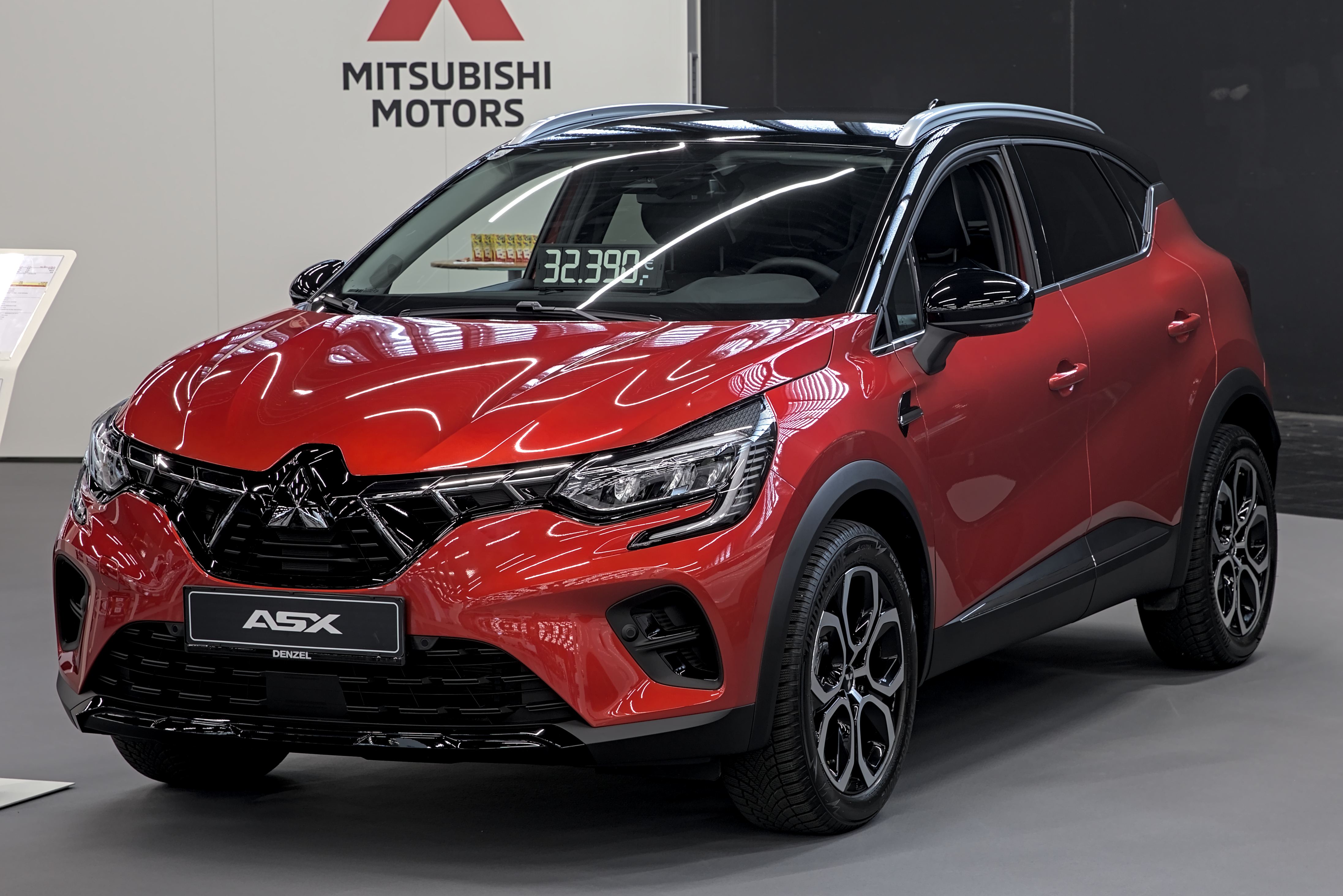
兄弟車の三菱ASX フロント
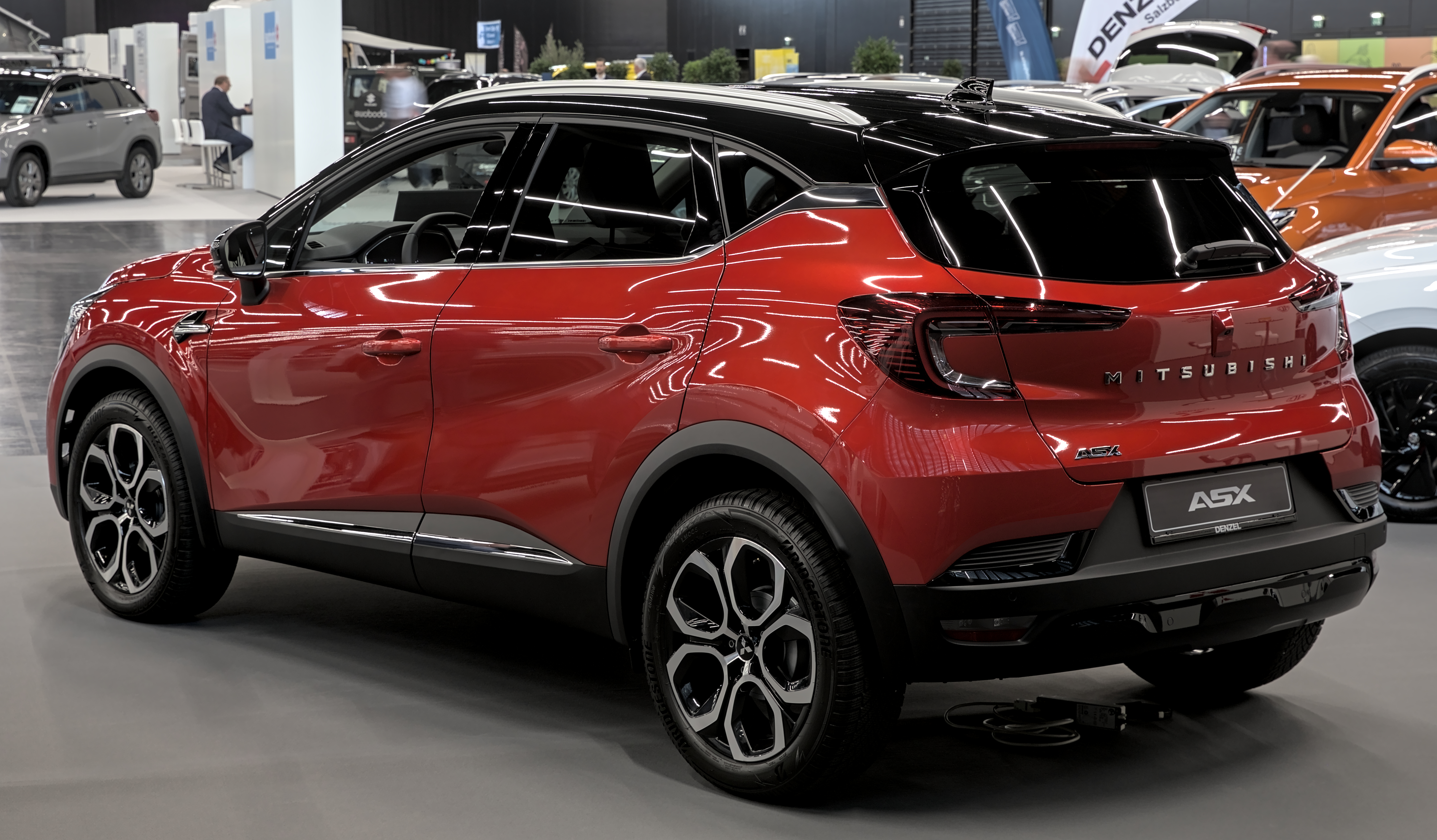
兄弟車の三菱ASX リア